# Stefan Lampadius

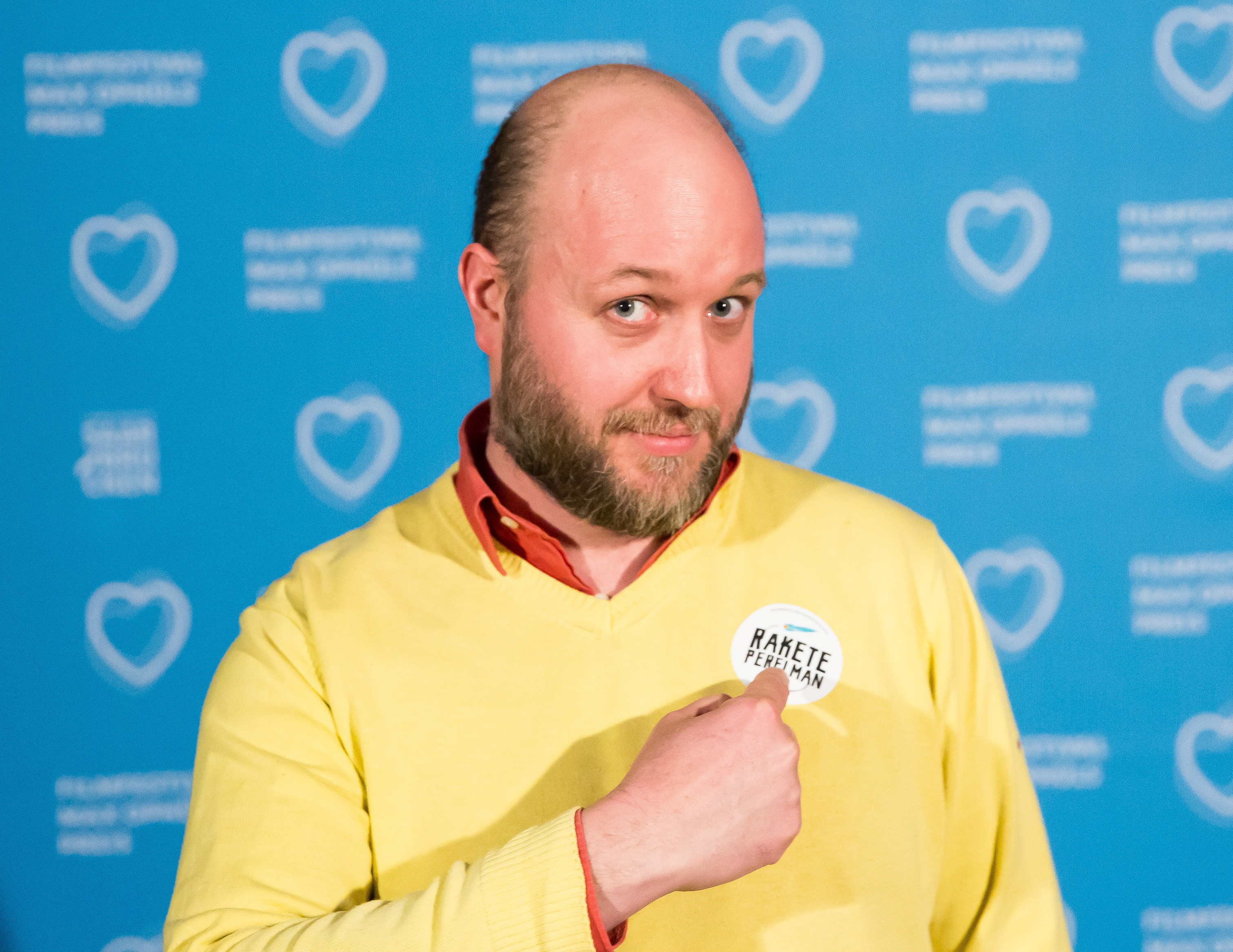
Stefan Lampadius beim Filmfestival Max Ophüls Preis 2017

Stefan Lampadius (* 17. November 1976 in Aurich) ist ein deutscher Schauspieler und Filmemacher.

## Leben
Stefan Lampadius wuchs in Emden auf. Nach seinem Abitur ging er nach Stuttgart und absolvierte eine Ausbildung zum Fachangestellten für Medien- und Informationsdienste. Ab 2003 studierte Lampadius dann Audiovisuelle Medien im Fachbereich Film und Fernsehen an der Kunsthochschule für Medien Köln (KHM). Ebenso nahm er von 2003 bis 2007 an Schauspielworkshops der Filmakademie Baden-Württemberg und der KHM teil.
Nach seinem Diplom an der Kunsthochschule für Medien Köln im Jahr 2010 fing Lampadius an vorrangig als Film- und Fernsehschauspieler zu arbeiten. Eine der ersten Schauspielerfahrungen sammelte er in der TV-Serie Stromberg, wo er einem breiteren Fernsehpublikum als Mitarbeiter Steffen Lambert bekannt wurde. Danach folgten weitere Rollen in Fernsehproduktionen, Kinofilmen, Musikvideos und Werbespots. Für seine Darstellung als Stadtarchivar Wolfgang Weber in der Episode Thomas, Thomas des Fernsehfilms Zeche is nich – Sieben Blicke auf das Ruhrgebiet 2010 wurde Lampadius gemeinsam mit Corinna Liedtke und Peter Schüttemeyer beim Stuttgarter Filmwinter 2011 prämiert. Ebenfalls gute Kritik erhielt er als „etwas begriffsstutziger“ norddeutscher Fischer Fitje in der 2018 erschienen Fernsehkomödie Fischer sucht Frau von Sinan Akkus.
Seit Ende der 1990er Jahre arbeitete Lampadius in verschiedenen Funktionen bei Filmproduktionen mit und verwirklichte auch eigene Kurzfilme. Zu frühen Arbeiten von Lampadius zählen u. a. die Videoaufnahmen eines Dortmunder Konzertes für die englische Post-Punk-Band And Also the Trees, welche 1998 auf deren Videoalbum erschienen, so wie der Kurzfilm Das Leben des C. Brunner, den er mit Steffen C. Jürgens und Christoph Brunner realisierte. Später folgten der Kurzfilm „Die Maler kommen“, welcher u. a. für den Deutschen Kurzfilmpreis vorgeschlagen wurde, oder das experimentelle Musikvideo Dynamo (Musik: Namosh), welches auf dem 28. Kasseler Dokfest 2020 seine Festivalpremiere feierte. 2024 saß Lampadius in der Festivaljury der Bamberger Kurzfilmtage.

## Filmografie (Auswahl)

### Kinofilme
- 2001: Das Leben des C. Brunner
- 2005: Max und Moritz Reloaded
- 2007: Blindflug
- 2011: Einer wie Bruno
- 2012: Hives (Košnice)
- 2012: Frohes Schaffen – Ein Film zur Senkung der Arbeitsmoral (Dokumentarfilm)
- 2013: Die Erfindung der Liebe (Spielfilm)
- 2013: 00 Schneider – Im Wendekreis der Eidechse
- 2013: Westen
- 2014: Vergiss mein Ich
- 2014: Stromberg – Der Film
- 2015: 3 Türken und 1 Baby
- 2016: Im Winter, so schön
- 2016: Bittersüß (Spielfilm)
- 2017: Rakete Perelman
- 2017: Fühlen Sie sich manchmal ausgebrannt und leer?
- 2019: Flocke & Proschinski (Kurzfilm)
- 2021: Der Zufall (Kurzfilm)
- 2023: Plünderich
- 2024: Ohne Wahrheit (Spielfilm)

### Fernsehfilme und -serien
- 2006: Zores (Fernsehfilm)
- 2010: Zeche is nich – Sieben Blicke auf das Ruhrgebiet 2010 (Fernsehfilm; Episode Thomas, Thomas)
- 2012: Stromberg, Mitwirkung in mehreren Episoden von 2005 bis 2012 (Fernsehserie)
- 2012: Idiotentest (Fernsehfilm)
- 2013: Wilsberg: Die Entführung (Krimiserie)
- 2013: Heiter bis tödlich: Zwischen den Zeilen – Tote haben keinen Hunger (Fernsehserie)
- 2014: Der letzte Bulle, drei Episoden 2012 und 2014 (Fernsehserie)
- 2014: Danni Lowinski, zwei Episoden 2012 und 2014 (Fernsehserie)
- 2014: Weihnachten für Einsteiger (Fernsehfilm)
- 2015: Ein starkes Team – Stirb einsam! (Krimiserie)
- 2015: Die Kuhflüsterin – Der Marathonmann (Fernsehserie)
- 2016: Blockbustaz – Überfall (Fernsehserie)
- 2017: neoManiacs (Miniserie)
- 2017: Ostfriesenkiller (Fernsehkrimi)
- 2017: Heldt – Der Sechser im Lotto (Fernsehserie)
- 2017: Club der roten Bänder – Die Liste (Fernsehserie)
- 2018: Alarm für Cobra 11 – Die Autobahnpolizei – Kein Entkommen (Actionserie)
- 2018: Fischer sucht Frau (Fernsehfilm)
- 2018: Marie Brand und das Verhängnis der Liebe  (Krimiserie)
- 2019: Ohne Schnitzel geht es nicht – Episode 3 – Schnitzel Hausfrauenart (Miniserie)
- 2019: Oberucken, Mitwirkung in drei Episoden von 2018 bis 2019 (Webserie)
- 2019: Fast perfekt verliebt (Fernsehfilm)
- 2019: Wir sind die Welle, Mitwirkung in drei Episoden (Miniserie)
- 2019: Ihr letzter Wille kann mich mal! (Fernsehfilm)
- 2020: SOKO Wismar – Der Tod fährt Pedelec (Krimiserie)
- 2020: How to Tatort, Mitwirkung in zwei Episoden (Mockumentary)
- 2021: Sankt Maik – Der einzig korrekte Mann in der Kirche (Fernsehserie)
- 2021: Merz gegen Merz – Weiter, immer weiter (Fernsehserie)
- 2021: Der Staatsanwalt – Blutige Vergangenheit (Fernsehserie)
- 2022: King of Stonks – Do’s and Don’ts (Miniserie)
- 2022: Schloss Goldbach – Promis viel zu nah (Sketch-Comedy-Show)
- 2023: Marie Brand und die Ehrenfrauen (Krimiserie)
- 2023: Meme Girls, Mitwirkung in fünf Episoden (Fernsehserie)
- 2023: Die drei !!! – Fluch der Hexe (Fernsehserie)
- 2024: Mord mit Aussicht: Women in Black (Krimiserie)
- 2024: Perfekt Verpasst, Mitwirkung in vier Episoden (Comedyserie)

### Regie / Drehbuch / Sonstiges
- 1998: And Also The Trees – Live 89-98 (Videoalbum), (Kamera)
- 2000: Der Nächste bitte! (Kurzfilm), (Regie, Drehbuch, Kamera, Schnitt)
- 2001: Das Leben des C. Brunner (Kurzfilm), (Regie, Drehbuch, Schnitt, zusammen mit Christoph Brunner und Steffen C. Jürgens)
- 2013: New Found Land – The Hunter (Musikvideo), (Darsteller)
- 2014: Hundreds – Circus (Musikvideo), (Darsteller)
- 2015: PeterLicht vertont auf Bestellung verschiedene Themen – heute: Beton (Kurzfilm), (Darsteller)
- 2017: Die Maler kommen (Kurzfilm), (Regie, Drehbuch, Produktion)
- 2019: Namosh – Dynamo (Musikvideo), (Drehbuch, Regie, Schnitt)

## Hörspiele (Auswahl)
- 2020: Thomas Anzenhofer: Solo für Kruske – Noir-Krimi aus dem Pott – Regie: Thomas Werner, (WDR)
- 2020: Frank Spilker: Gattung, Art und Unordnung – Regie: Frank Spilker und Freya Hattenberger, (WDR)
- 2020: Rami Hamze: Hörweiten (Nach einer Installation von Mischa Leinkauf) – Regie: Rami Hamze, (WDR)
- 2021: Edgar Linscheid, Stuart Kummer: Caiman Club – Regie: Stuart Kummer, (WDR)
- 2022: Anna Schloßmacher: Kalle will räubern – Regie: Thomas Leutzenbach, (WDR)
- 2024: Edgar Linscheid , Stuart Kummer: GRЁUL 2 – Die Legende lebt – Regie: Stuart Kummer, (WDR)

## Auszeichnungen (Auswahl)
- 2000: Nominierung für den Jurypreis Bester Kurzfilm bei der Filmschau Baden-Württemberg für Der Nächste bitte!
- 2001: Sonderpreis der Nordmedia beim up-and-coming für Das Leben des C. Brunner[4]
- 2011: Team-Work-Award beim Stuttgarter Filmwinter für Thomas, Thomas[5]
- 2017: Nominierung in der Kategorie Bester Kurzspielfilm bei den Bamberger Kurzfilmtagen für Die Maler kommen
- 2017: Publikumspreis im Rahmen des Kölner Fenster beim Kurzfilmfestival Köln für Die Maler kommen
- 2017: Nominierung für den Jurypreis im Deutschen Wettbewerb beim Internationalen Kurzfilm-Festival Hamburg für Die Maler kommen
- 2018: Nominierung für den Preis Bester Kurzfilm beim Motovun Film Festival, Kroatien für Die Maler kommen